# Alex Plante
Alexander Matthew „Alex“ Plante (* 9. Mai 1989 in Brandon, Manitoba) ist ein ehemaliger kanadischer Eishockeyspieler mit südkoreanischer Staatsbürgerschaft, der im Verlauf seiner aktiven Karriere zwischen 2005 und 2020 unter anderem über 230 Spiele in der American Hockey League (AHL) auf der Position des Verteidigers bestritten hat. Darüber hinaus absolvierte Plante zehn Partien für die Edmonton Oilers in der National Hockey League (NHL). Sein älterer Bruder Tyler war ebenfalls professioneller Eishockeyspieler.

## Karriere

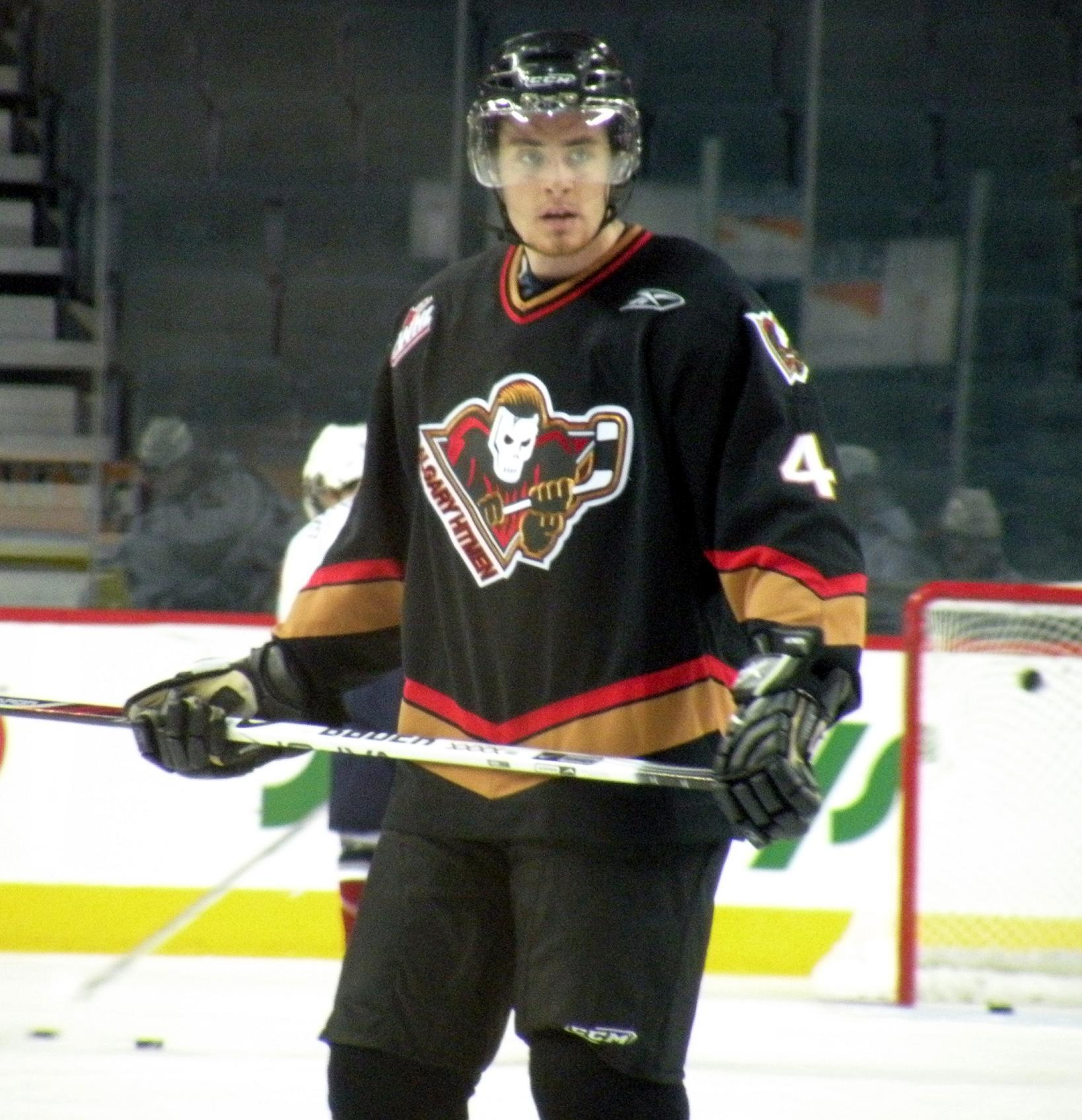
Plante im Trikot der Calgary Hitmen (2008)

Plante begann seine Karriere bei den Brandon Wheat Kings in einer unterklassigen Eishockeyliga seiner Heimatprovinz Manitoba, bevor er zur Saison 2004/05 zu den Calgary Hitmen in die Western Hockey League (WHL) wechselte, die ihn beim Bantam Draft 2004 als insgesamt 21. Spieler in der zweiten Runde gezogen hatten. In der folgenden Spielzeit etablierte er sich als Stammspieler der Verteidigung. Allerdings konnte er in der Saison nur vier Scorerpunkte verzeichnen. In der Spielzeit 2006/07 konnte er seine Statistiken deutlich verbessern und bereitete im Verlauf der Saison 30 Tore vor, bei einer gleichzeitigen Plus/Minus-Bilanz von +18. Auch in den Playoffs gelangen ihm elf Punkte in 13 Spielen. Daraufhin wurde er im NHL Entry Draft 2007 in der ersten Runde an 15. Position von den Edmonton Oilers aus der National Hockey League (NHL) ausgewählt. Er blieb aber noch zwei weitere Jahre bei seinem Juniorenteam. Nachdem er in der folgenden Saison aufgrund mehrerer Verletzungen nur auf 36 Einsätze gekommen war, hätte er es beinahe nicht mehr in den Kader der Mannschaft geschafft. Daraufhin kehrte er aber in der Saison 2008/09 mit einem persönlichen Rekord von 37 Assists in 68 Spielen zu seiner alten Form zurück. Gleichzeitig zählte er mit 155 Strafminuten zu den am häufigsten bestraften Spielern der Liga.
Im Mai 2009 unterzeichnete Plante einen Einstiegsvertrag über drei Jahre mit den Edmonton Oilers. Er stand allerdings zunächst für deren Farmteam, die Springfield Falcons, in der American Hockey League (AHL) auf dem Eis. Am 1. Februar 2010 gab er schließlich seinen ersten Einsatz in der NHL, als er in einem Spiel gegen die Carolina Hurricanes auch seinen ersten Assist verbuchen konnte. Nach vier Spielen wurde er aber wieder nach Springfield in die AHL gespielt. Dort verzeichnete er im Laufe seiner Rookiesaison in 49 Spielen insgesamt 122 Strafminuten und erzielte neun Punkte. Vor der Saison 2010/11 verlegten die Oilers ihr Farmteam nach Oklahoma City, wo es bis 2015 als Oklahoma City Barons spielte. Auch Plante folgte der Mannschaft dorthin. In den folgenden Jahren verbrachte der Verteidiger den Großteil der Spielzeiten in der AHL, während er jeweils für drei Spiele in den Kader der Edmonton Oilers berufen wurde. In der Saison 2011/12 wurde Alex Plante in den Kader des AHL All-Star Classic berufen, wo er in der Startaufstellung der Western Conference All-Stars stand.
Nach vier Jahren in der AHL entschied sich Plante für einen Wechsel nach Europa und unterschrieb im Sommer 2013 einen Einjahresvertrag beim österreichischen Klub Dornbirner EC aus der Erste Bank Eishockey Liga (EBEL). In der folgenden Saison wurde er von Lørenskog IK aus der norwegischen GET-ligaen verpflichtet, wo er die Saison mit 189 Strafminuten als meistbestrafter Spieler der Liga abschloss. Zur Saison 2015/16 wurde er von der südkoreanischen Mannschaft Anyang Halla aus der Asia League Ice Hockey (ALIH) unter Vertrag genommen. Gleich in seiner ersten Spielzeit konnte er mit dem Klub die Liga gewinnen, wie auch in den beiden folgenden Spielzeiten. Nach der Spielzeit 2019/20 und fünf Jahren im Trikot von Anyang Halla beendete der 31-Jährige seine aktive Karriere.

### International

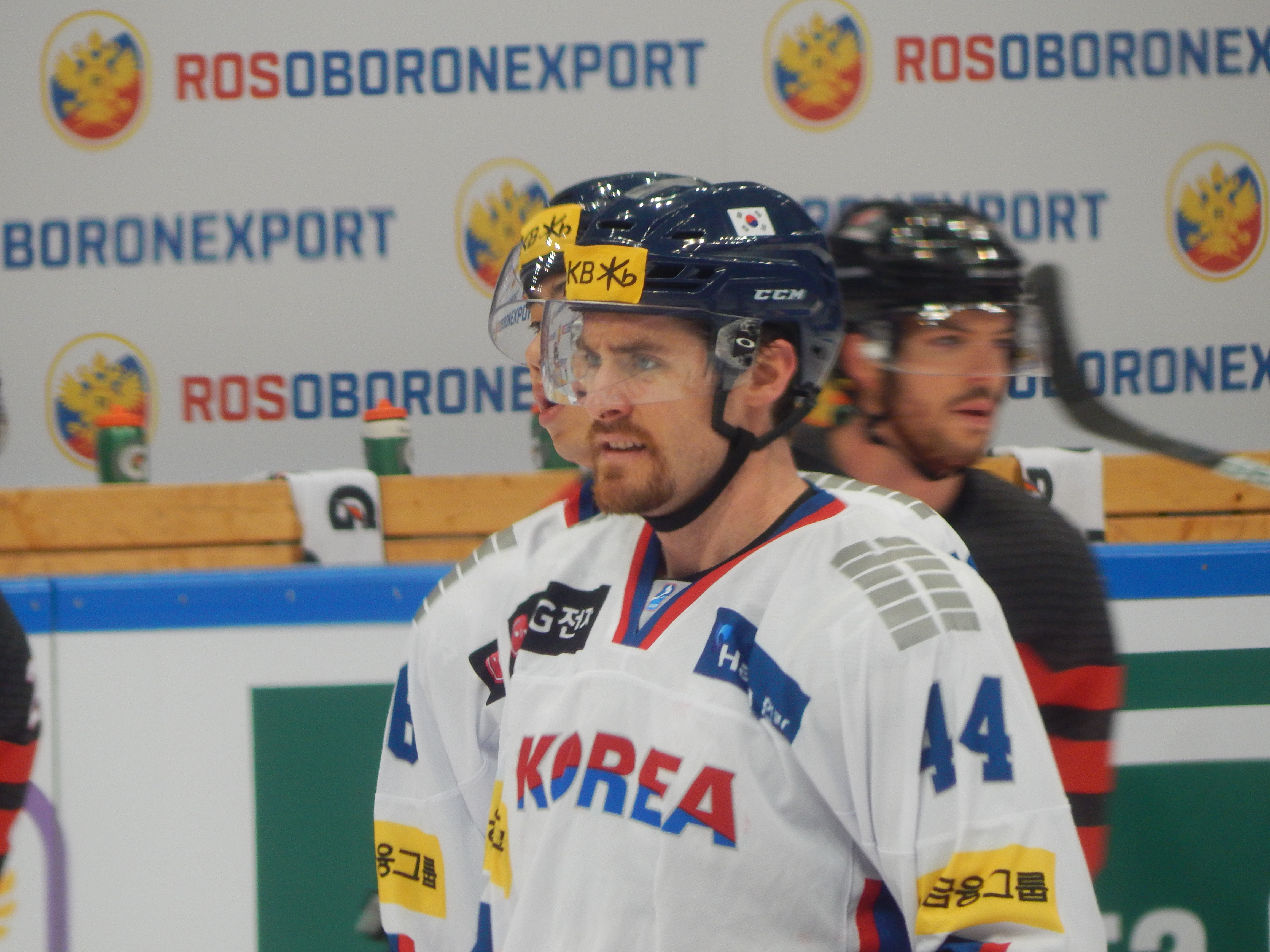
Plante als Spieler der südkoreanischen Nationalmannschaft (2017)

Ab 2017 war Plante für die südkoreanische Eishockeynationalmannschaft spielberechtigt, mit der er bei der Weltmeisterschaft im selben Jahr den erstmaligen Aufstieg in die Top-Division erreichte. Er selbst wurde dabei in das All-Star-Team des Turniers gewählt. Anschließend gehörte er auch zum südkoreanischen Kader bei den Olympischen Winterspielen 2018 im heimischen Pyeongchang sowie der Weltmeisterschaft 2018. Nach dem Wiederabstieg spielte der Verteidiger letztmals bei der Weltmeisterschaft der Division IA 2019 für seine Wahlheimat.
Im Juniorenbereich hatte er mit einer U17-Auswahl der kanadischen Westprovinzen an der World U-17 Hockey Challenge 2006 teilgenommen und auf dem siebten Platz abgeschlossen.

## Erfolge und Auszeichnungen
| - 2007 Teilnahme am CHL Top Prospects Game - 2012 Teilnahme am AHL All-Star Classic - 2016 Gewinn der Asia League Ice Hockey mit Anyang Halla | - 2017 Gewinn der Asia League Ice Hockey mit Anyang Halla - 2018 Gewinn der Asia League Ice Hockey mit Anyang Halla |

### International
- 2017 Aufstieg in die Top-Division bei der Weltmeisterschaft der Division IA
- 2017 All-Star-Team der Weltmeisterschaft der Division IA

## Karrierestatistik

### International
| Vertrat Kanada bei: - World U-17 Hockey Challenge 2006 | Vertrat Südkorea bei: - Weltmeisterschaft der Division IA 2017 - Olympischen Winterspielen 2018 - Weltmeisterschaft 2018 - Weltmeisterschaft der Division IA 2019 |

(Legende zur Spielerstatistik: Sp oder GP = absolvierte Spiele; T oder G = erzielte Tore; V oder A = erzielte Assists; Pkt oder Pts = erzielte Scorerpunkte; SM oder PIM = erhaltene Strafminuten; +/− = Plus/Minus-Bilanz; PP = erzielte Überzahltore; SH = erzielte Unterzahltore; GW = erzielte Siegtore; 1 Play-downs/Relegation; Kursiv: Statistik nicht vollständig)